# Dérapages (mini-série)
Pour les articles homonymes, voir Dérapage.
Dérapages est une mini-série française, en six épisodes de 52 minutes, réalisée par Ziad Doueiri et diffusée en avril 2020 sur Arte. Le scénario de Dérapages est une libre adaptation de Cadres noirs, roman de Pierre Lemaitre.

## Synopsis
Alain Delambre, ancien DRH efficace licencié il y a six ans pour son âge trop avancé, enchaîne les petits boulots et redoute le précariat. Il vit avec sa femme Nicole dans un appartement défraîchi que le couple rembourse depuis des années. Père de deux filles ayant une bonne situation, Delambre craint que n'arrive le jour où l'une d'elles glissera un billet après une visite à ses parents afin de les aider.
Durant l'un de ses boulots à l'usine, il reçoit un coup de pied de son chef d'équipe pour s'être accroupi afin de nettoyer ses lunettes. La colère qu'il retient depuis longtemps en lui explose alors soudainement et Delambre frappe son agresseur. Licencié, il apprend qu'il risque d'avoir à payer une somme de 100 000 euros en dommages-intérêts. Ainsi débute la rapide descente aux enfers du quinquagénaire, prêt à tout, à l'approche de ses 60 ans, pour retrouver un travail et une dignité.
Un fol espoir renaît lorsque sa candidature retient l’attention d’un cabinet de recrutement pour un poste de DRH. Le commanditaire de ce mystérieux cabinet aux méthodes opaques est Alexandre Dorfmann, PDG d’Exxya, une multinationale de l’aéronautique en difficulté qui prépare un important plan de licenciement dans l'une de ses usines.

## Distribution
- Éric Cantona : Alain Delambre
- Suzanne Clément : Nicole Delambre
- Alex Lutz : Alexandre Dorfmann
- Gustave Kervern : Charles Bresson
- Alice de Lencquesaing : Lucie Delambre
- Louise Coldefy : Mathilde Delambre
- Nicolas Martinez : Gregory Ziegler
- Xavier Robic : Bertrand Lacoste
- Yann Collette : Albert Karminsky
- Cyril Couton : Jean-Marie Guéneau
- Eurydice El-Etr : Clémentine Haddad
- Stéphan Wojtowicz : Maître Durand-Pernety
- Vincent Desagnat : Major Morisset
- Sacha Bourdo : Boulon
- Frans Boyer : le cadre Autofix
- Laurent Spielvogel : le président de la cour d'assises
- Adama Niane : David Fontana
- Émilie Gavois-Kahn : la juge
- Xavier Gallais : l'avocat général
- Aton : Philippe B.
- Abdé Maziane : un codétenu
- Christophe Perez : un codétenu
- Soraya Garlenq : Yasmine

## Fiche technique
- Titre français : Dérapages
- Réalisation : Ziad Doueiri
- Scénario : Pierre Lemaitre (scénario et dialogues, auteur de Cadres noirs dont est inspiré Dérapages) et Perrine Margaine (adaptation)
- Musique originale : Éric Neveux
- Photographie : Tommaso Fiorilli
- Production : Gilles de Verdière
- Sociétés de production : Arte France et Mandarin Télévision
- Société de distribution :  Arte
- Format : Couleur
- Durée : épisode de 52 minutes
- Genre : Thriller, drame
- Pays d'origine :  France
- Dates de sortie : 
  -  France
    - 16 avril 2020 (streaming sur Arte)
    - 23 avril 2020 (télévision)

## Production
Dérapages est le fruit d'une adaptation du roman Cadres noirs de Pierre Lemaitre. L'auteur écrit le scénario de la minisérie avec Perrine Margaine.
L'histoire s'inspire d’une fausse prise d’otages qu’ont subie plusieurs cadres de la régie publicitaire de France Télévisions de la part de leur patron Philippe Santini, à l’automne 2005.

## Diffusion
Dérapages est diffusée le jeudi soir par groupes de trois épisodes les 23 avril et 30 avril 2020 sur Arte. Le 16 avril 2020, une semaine avant sa sortie à la télévision, Arte publie gratuitement l'intégralité de la mini-série pour une durée limitée sur son site web. La plate-forme de streaming Netflix a acquis les droits.